# Solpugema hamata
Espèce
Synonymes
- Solpuga hamata Hewitt, 1914
- Solpuga hamata pietersi Hewitt, 1914

Solpugema hamata est une espèce de solifuges de la famille des Solpugidae.

## Distribution
Cette espèce est endémique d'Afrique du Sud.

## Description
Le mâle holotype mesure 27 mm.

## Liste des sous-espèces
Selon Solifuges of the World (version 1.0) :
- Solpugema hamata hamata (Hewitt, 1914)
- Solpugema hamata pietersi (Hewitt, 1923)

## Publications originales
- Hewitt, 1914 : Records of species of Solifugae in the collection of the Transvaal Museum and descriptions of several new species of the family Solpugidae. Annals of the Transvaal Museum, vol. 4, p. 160-167 (texte intégral).
- Hewitt, 1923 : On certain South African Arachnida, with descriptions of three new species. Annals of the Natal Museum, vol. 5, p. 55-66.